# دهستان خلیلی
دهستان خلیلی یکی از دهستان‌های بخش مرکزی شهرستان گراش در استان فارس ایران است. بر اساس سرشماری مرکز آمار ایران در سال ۱۳۹۵، جمعیت آن ۳٬۷۲۰ نفر شامل ۹۳۷ خانوار بوده‌است.

## تقسیمات کشوری
این دهستان شامل ۹ روستا به شرح زیر است:
- خلیلی
- پشت‌پری
- بشیرآباد
- حسین‌آباد
- حیدرآباد
- نخلستان تنگ خور
- نخلستان شونگ
- بنکوی میرزاخانلو
- لب‌اشکن